# جون دغويد
جون دغويد (Jon Digweed) من مواليد 1 يناير 1967 .هو دي جي ومنتج أسطوانات وممثل إنجليزي .

## روابط خارجية
- جون دغويد على موقع IMDb (الإنجليزية)
- جون دغويد على موقع ميوزك برينز (الإنجليزية)
- جون دغويد على موقع رولينغ ستون (الإنجليزية)
- جون دغويد على موقع أول ميوزيك (الإنجليزية)
- جون دغويد على موقع ديسكوغز (الإنجليزية)